# Reginaldo Estevao
Reginaldo Aparecido Estevao (Brasil, 28 de febrero de 1977) es un exfutbolista brasileño que jugaba en la posición de delantero.

## Clubes
| Club               | País      | Año       |
| ------------------ | --------- | --------- |
| Perseman Manokwari | Indonesia | 2007-2008 |
| Hougang United FC  | Singapur  | 2008      |